# Mustapha Sama
Mustapha Safa Pa Sama (Freetown, 31 ottobre 1979) è un ex calciatore sierraleonese, di ruolo difensore.

## Carriera

### Club
Sama cominciò la carriera in patria, con le maglie dei Wusum Stars, del Ports Authority e degli East End Lions F.C.. Successivamente, militò nelle file degli algerini del JS Kabylie, per poi trasferirsi in Europa.
Fu in forza agli svedesi del Vasalund prima e ai norvegesi dello Haugesund poi. Dopo le esperienze con Charleroi e Syrianska, giocò per LG ACB Hanoi, Persija, Al-Wathba, Carolina RailHawks e Chanthaburi.

### Nazionale
Vestì la maglia della Sierra Leone con un totale di 36 presenze.

## Palmarès

### Club

#### Competizioni nazionali
- Campionato della Sierra Leone: 1

East End Lions: 1999

#### Competizioni internazionali
- Coppa CAF: 1

JS Kabylie: 2000